# Almtuna IS
Le Almtuna IS est un club de hockey sur glace d'Uppsala en Suède. Il évolue en Allsvenskan, second échelon suédois.

## Historique
Le club est créé en 1932. Depuis 2006, il évolue en Allsvenskan.

## Palmarès
- Aucun titre.